# Proßmarke
Proßmarke ist ein Ortsteil der Gemeinde Hohenbucko im südbrandenburgischen Landkreis Elbe-Elster. Er befindet sich etwa 11 Kilometer nordöstlich der Stadt Schlieben an der Landesstraße 70.

## Geschichte

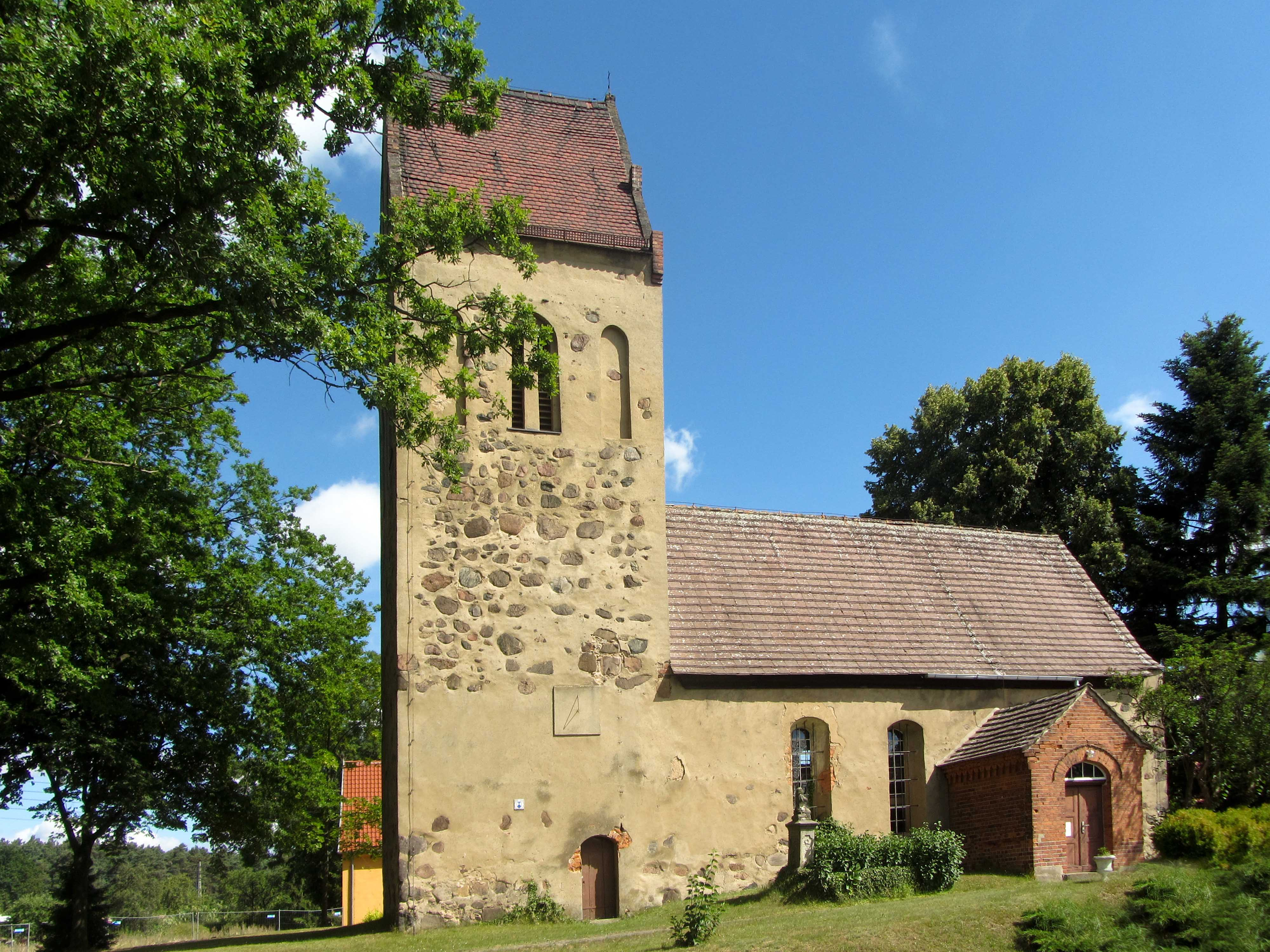
Kirche

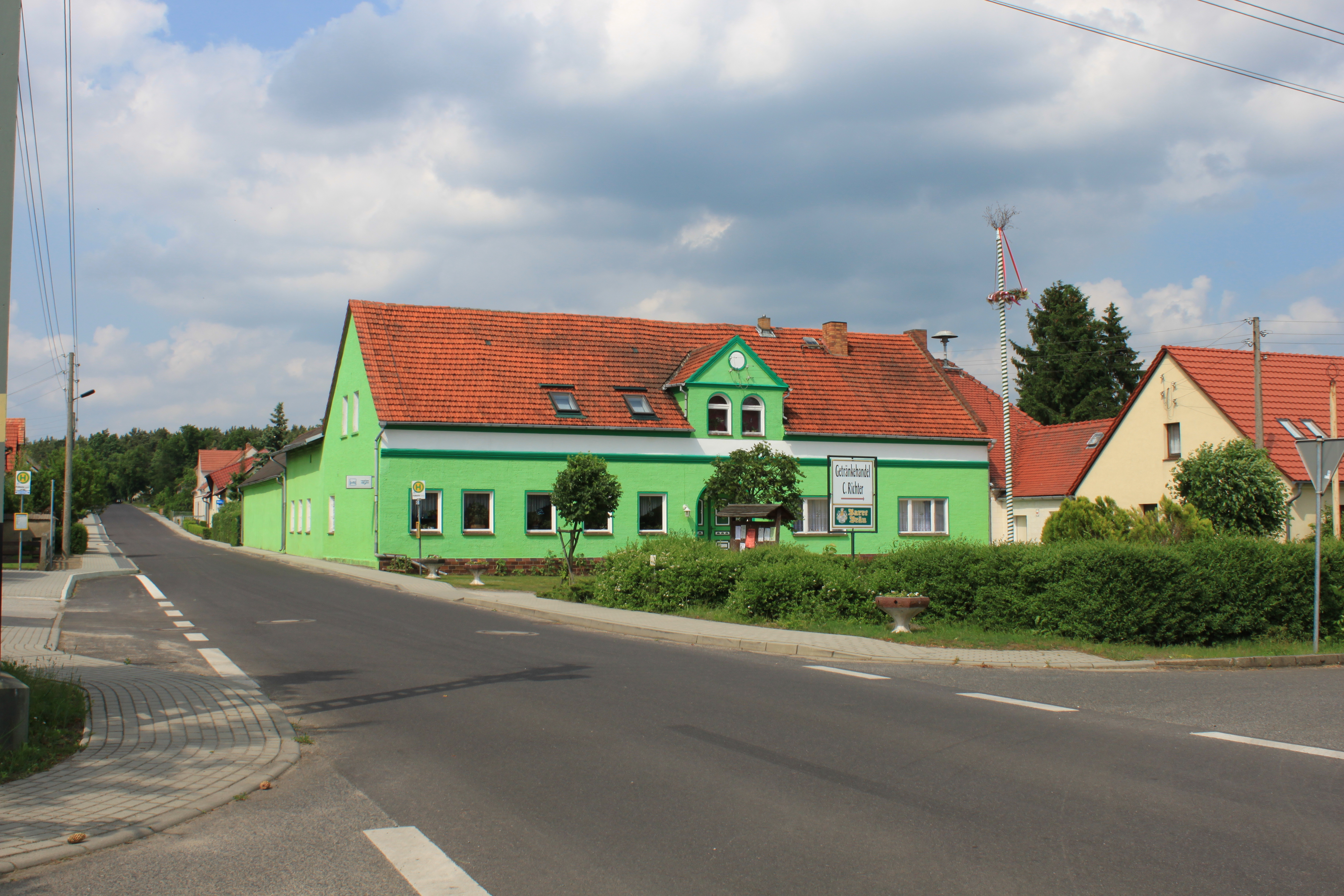
Landgasthof an der Zentralen Kreuzung

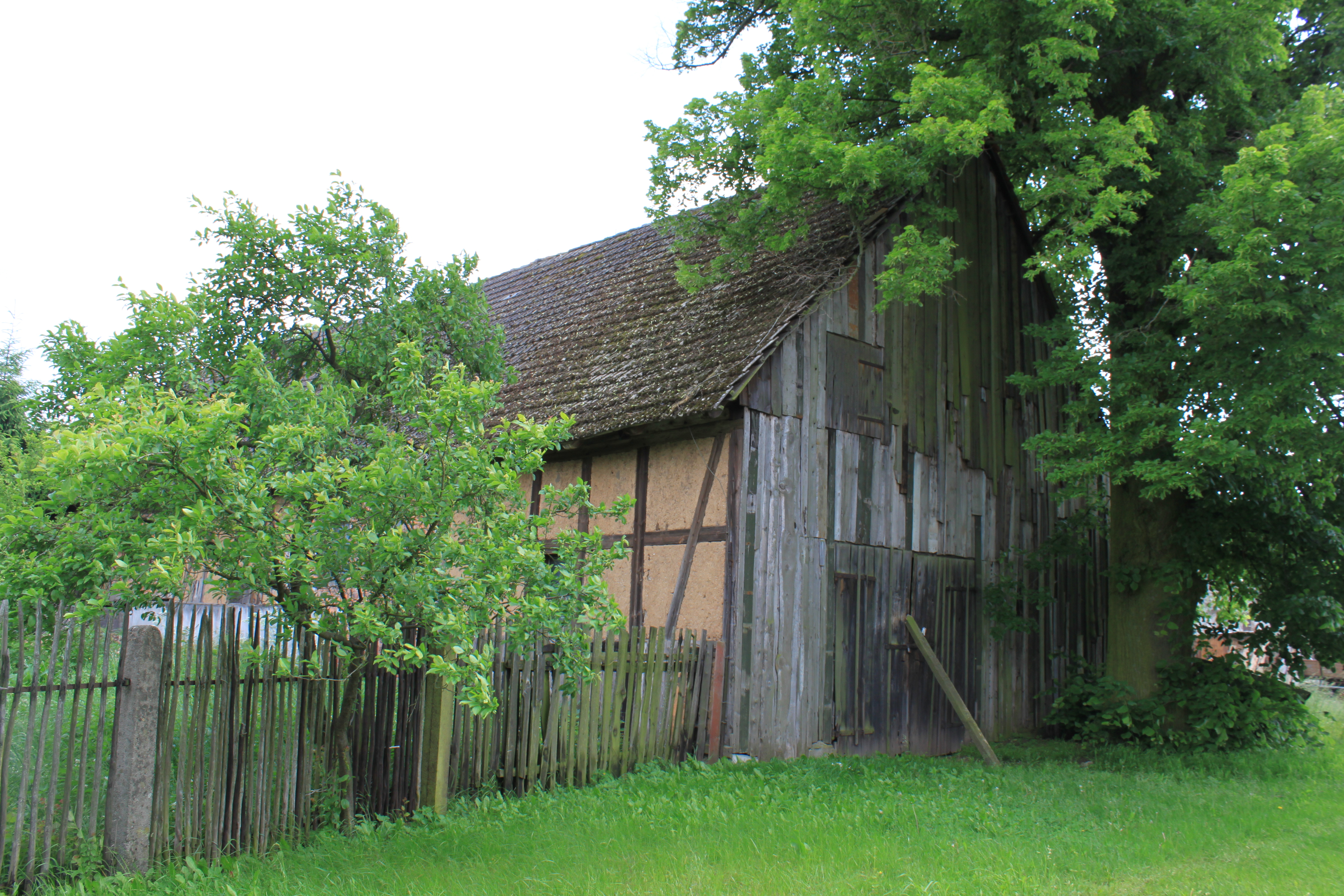
Alte Fachwerkscheune

Das Fichtwalddorf Proßmarke, wo bronzezeitliche Funde auf eine wesentlich frühere Besiedlung hinweisen, wurde urkundlich erstmals im Jahre 1376 als „Provismarke“ erwähnt. Vermutlich erhielt es seinen Ortsnamen durch die grenznahe Lage zur Propstei Schlieben. Schwere Zerstörungen im Ort sind aus den Jahren 1762, 1765 und 1809 bekannt.
Noch im Jahre 1980 konnten bei Proßmarke die Reste einer untermauerten Bockwindmühle festgestellt werden. Bereits für 1753 wurde eine Windmühle im Ort nachgewiesen, eine Zweite für 1791. Beide Mühlen waren noch in Akten der Jahre 1925/26 vorhanden.
Am 31. Dezember 2001 erfolgte der Zusammenschluss von Proßmarke mit der benachbarten Gemeinde Hohenbucko.

### Einwohnerentwicklung
| 1875 | 290 |  | 1946 | 396 |  | 1989 | 249 |  | 1995 | 252 |
| 1890 | 290 |  | 1950 | 398 |  | 1990 | 254 |  | 1996 | 251 |
| 1910 | 280 |  | 1964 | 300 |  | 1991 | 236 |  | 1997 | 251 |
| 1925 | 266 |  | 1971 | 283 |  | 1992 | 242 |  | 1998 | 253 |
| 1933 | 273 |  | 1981 | 265 |  | 1993 | 243 |  | 1999 | 244 |
| 1939 | 249 |  | 1985 | 254 |  | 1994 | 254 |  | 2000 | 248 |

## Kultur und Sehenswürdigkeiten
Im Zentrum von Proßmarke befindet sich eine Feldsteinkirche aus dem 14. Jahrhundert, die denkmalgeschützt ist.
Außerdem steht in der Hohenbuckoer Straße 4 ein Wohnhaus mit Auszugshaus unter Denkmalschutz.